# Лі Цінчжао
Лі Цінчжао (кит.: 李清照; *13 березня 1084 — †12 травня 1155) — відома китайська поетеса часів династії Північна Сун.

## Життєпис
Лі Цінчжао народилася 13 березня 1084 року у м. Лічен (сучасна провінція Шаньдун) у родині поета та державного службовця Лі Гефея та літераторки Ван. Її батько Лі Гефей був державним службовцем у столиці Кайфен і також належав до літературного гуртка, який очолював талановитий поет Су Ши, відомий за поемами: «Під мелодію Ціньлін», «Моєму молодому синові», "Під мелодію «Метелики навколо квітів», «Червоні скелі», «Згадуючи Кнібі», «Згадуючи Су Че», «Скорботно зітхаю, дивлячись на плоди лічжі». Як і згодом Лі Цінчжао, Су Ши добре розумів моральні принципи конфуціанства, канони буддизму і даоський містицизм. А саме, знання буддизму і даоського містицизму допомогли йому всебічно проаналізувати й досліджувати різні філософські проблеми, і звільнитись від гірких дум про життя, а володіння конфуціанською думкою мало вплив на його погляди щодо управління. 
Її мати — відома вчена, виняток у той час, коли мало жінок отримували освіту. Сама Лі Цінчжао здобуває освіту, яка дає їй ерудовані знання з історії, поезії, каліграфії, музики, пісні. Писати вірші вона почала ще з дитинства. Лі Цінчжао сповідувала конфуціанство.
У 1101 році вийшля заміж за вченого Чжао Мінчена. Підтримувала захоплення чоловіка у колекціонуванні творів мистецтва та епіграфіки. Спочатку нетривалий час мешкали у Кайфені, у 1107 році перебралися до Цинчжоу. Після того, як Чжао Мінчен розпочав кар'єру у державних органах, він часто від'їжав з дому. Збереглося цікаве листування подружжя, часто у віршах. У 1126 році на імперію напали загони чжурдженів, тунгуські племена, що у середньовіччі заселяли територію Маньчжурії. Вони захопили імператорську родину та столицю Кайфен. У 1127 році почалися бойові дії у Шаньдуні. Будинок Лі та Чжао було спалено, й вони вимушені були тікати на південь, рятуючись у м. Нанкін. У 1129 році помирає Чжао Мінчен, в результаті чого Лі пережила інсульт. 
Смерть чоловіка наклала відбиток на її подальшу творчість, яка була сповнена горем і відчаєм.
У 1132 році вийшля заміж за Чжан Жучжоу, втім через три місяці подала на розлучення. В цей час Чжана було засуджено за розкрадання державних коштів, а Лі також присудили 2 роки в'язниці. Проте, завдяки допомозі родича Ці Чонлі, через 9 днів Лі Цінчжао було звільнено. Після цього вона спокійно мешкала у Цзиньхуа, де й померла 12 травня 1155 року.
Про її смерть дані дуже протиречні. Вказано кілька дат з 1145 по 1156, різні міста у провінції Чжецзян. За однією з версій, вона померла 12 травня 1155 року. Британська енциклопедія повідомляє, що Лі Цінчжао померла не раніше, ніж 1155 року в місті Цзиньхуа.

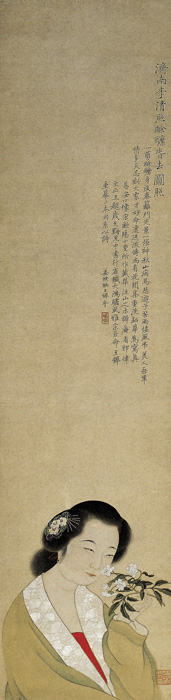

## Творчість
Кита́йська пое́зія — одна з найдавніших національних поетичних традицій у світі. Традиційна поезія Китаю, відома протягом трьох тисячоліть, розділена на жанри: «ши» (кит. 诗), «ци» (кит. 词) і «цюй» (кит. 曲), а також «фу» (кит. 赋). З початку XX століття існує також розвинена поезія, заснована на західній традиції. 
Лі Цінчжао працювала не лише у жанрі поезії, а також у жанрі есе. Есе́ або есе́й (фр. essai, фр. вимова: [esɛ] — спроба, нарис, від лат. exagium — зважування) — невеликий за обсягом прозовий твір, що має довільну композицію і висловлює індивідуальні думки та враження з конкретного приводу чи питання і не претендує на вичерпне і визначальне трактування теми; це жанр, який лежить на перетині художньої та публіцистичної (часом науково-популяризаторської) творчості. Визначальними рисами есе, як правило, є незначний обсяг (від кількох речень до 10-20 сторінок), конкретна тема, дана в підкреслено вільному, суб'єктивному її тлумаченні; вільна композиція, парадоксальна манера мислення. Як правило, есе виражає нову, суб'єктивну думку про щось. 
Відомо, що збереглося лише близько 50 її віршів, здебільшого у формі ци, у яких вона роздумувала над долею та життям.  Її вірші по праву належать до числа найбільших досягнень жанру. Вони можуть слугувати чудовими зразками цієї примхливої, мінливої форми. Лі Цінчжао ревно відстоювала відособленість ци, розглядаючи їх як прекрасний й досконалий світ небагатьох обраних поетичних тем та витончених форм. Поезія Лі Цінчжао відрізняється глибокою щирістю і достовірністю: все, про що йдеться в її віршах, засноване на справді пережитому, будь то радість чи туга, любов або розлука. Сучасників вражали свіжість й незвичність образів, несподіване сполучення звичних слів, виразність самостійно побачених та взятих з життя деталей — все це помітно виділяє її поезію на фоні книжкової, наслідувальної, переповненої класичними ремінісценціями поезії цзянсійців та їх послідовників.
Також збереглося декілька віршів у формі ши (жанр віршів пісенного типу, в основі яких лежать народні мелодії, що розвинувся у II–IV столітті в період Південних і Північних династій. Ієрогліф і слово «ши» старокитайською мовою означають: вірш, пісня, поезія, ритмічне, озвучене римами. Вірш звучить зазвичай під акомпанемент музичного інструменту. Ши, як правило (бували й винятки), складалися з рядків з однаковою кількістю складів (чотири, п'ять чи сім, рідше шість). Жанр бере початок з епохи формування канону «Ши-цзін» (XI-VI століття до н. е.). 
Її життя було сповнене болючих подій, що й зображалось у її творчості. Її вірші можна розділити на дві основні частини - до і після її переїзду. У ранній період більшість її віршів були пов’язані з почуттями дівчини. Вони більше нагадували вірші про кохання. Після її переїзду на південь вони були тісно пов'язані з її ненавистю до війни та її патріотизмом. Її вважали майстринею "делікатної стриманості". Найбільш значущою є збірка «Соу юй ци» («Строфи яшм під водоспадом»). Її твори характеризуються поєднанням рядків різної довжини, до того ж допускаються найрізноманітніші їх комбінації.
У поезії Лі помітні два моменти: радісні та світлі мотиви до 1127 року, після цього сум скорбота, похмурі думки, страждання від самотності.
Завдяки своїй поетичній творчості, повністю присвяченій своєму чоловікові, а особливо пам’яті після його смерті, Лі Цінчжао створила образ невтішної вдови. Її відчай зробив Лі Цінчжао однією із найвідоміших поетес.
Також Лі писала твори у прозі. Відомий її трактат «Гра коней», де подається опис та правила старовинної гри, перелічуються фігури, їх порядок розташування. Крім того, Лі написала трактат «Роздуми про пісенні вірші» та післямову до історичної праці Чжао Мінчена «Каталогу написів на бронзі і камені», де розповіла про своє сімейне життя до смерті чоловіка.

## Сучасні посилання
На її честь названі два ударні кратери, Лі Цінчжао (кратер) на планеті Меркурій і Лі Цінчжао на планеті Венера.
Два її твори, а саме: "Ru Meng Ling"  та "Sheng Sheng Man"  були покладені на музику в рамках циклу пісень "Китайські спогади" композитором Йоханом Фамей в 2011 році.
У 2017 році композитор Кароль Беффа написала фрагменти Китаю (Klarthe), поклавши на музику чотири своїх вірші.

## Переклад
- Лі Цінчжао, «Повні поетичні твори» , традиц. Лян Пейчін, Галлімард, зб. "  Знання Сходу  ", 1977 рік.
- Лі Цінчжао, Квіти дерева кориці , традиц. Чжен Су, виконано та представлено Фердинандом Стосесом, La Difference, зб. "Орфей", 1990 рік.
- Ван Мейфан , Тендітна краса та щастя вічної зустрічі, 2 вірші в перекладі Даніелі Еліссейф та Жана-П'єра Мішеля, Каталог року Китаю, 2004